# Saint-Martin-de-Brômes
Saint-Martin-de-Brômes es una comuna francesa situada en el  departamento de Alpes de Alta Provenza, en la región de Provenza-Alpes-Costa Azul.

## Demografía
| 167 | 222 | 217 | 244 | 339 | 403 | 608 |
| Para los censos de 1962 a 1999 la población legal corresponde a la población sin duplicidades (Fuente: INSEE [Consultar]) |     |     |     |     |     |     |